# 플라티프테리기우스
플라티프테리기우스(Platypterygius)는 중생대 백악기에 여러 대륙들의 바다에서 서식했던 어룡이다. 몸길이는 대락 5 ~ 7 미터 (16 ~ 23 ft)일 것으로 추정된다.

## 발견

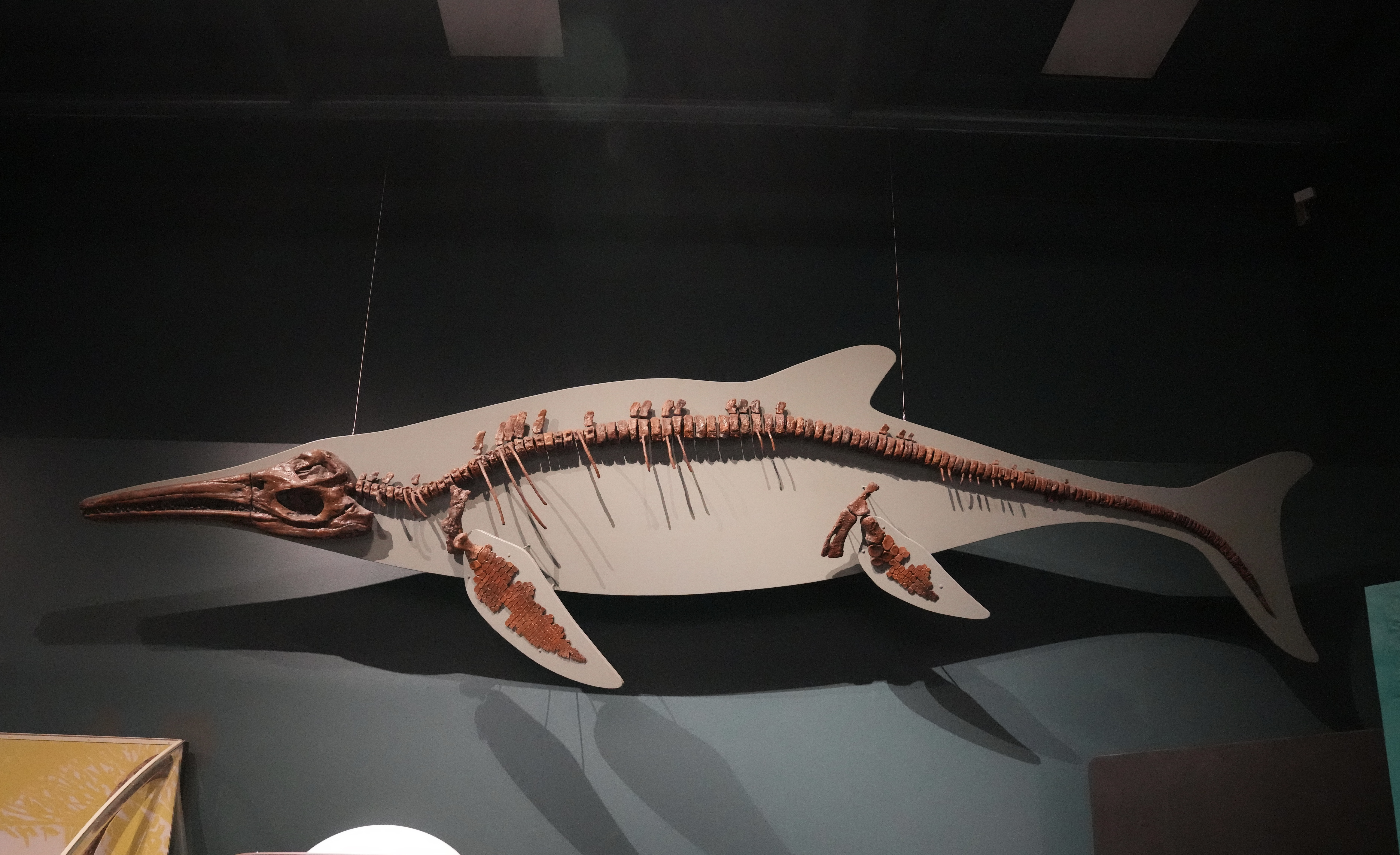
노던 테리토리 박물관&미술관에 전시되어 있는 플라테프테리기우스의 골격

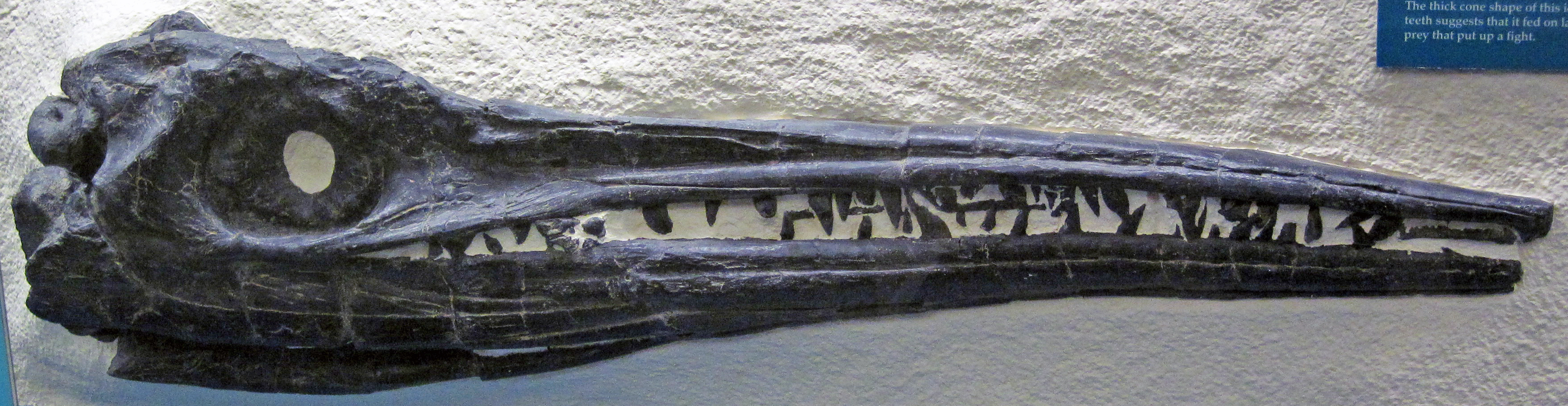
스턴버그 자연사 박물관에 전시된 플라테프테리기우스의 두개골

플라테프테리기우스 화석은 1922년 독일 하노버 주변에서 발견되었다. 이후 페르디난트 브로일리(Ferdinand Broilly)에 의해 이크티오사우루스로 기술되었으나, 이를 뒷받침할 자료가 충분하지 않아 받아들여지지 않았고, 2차 세계대전 중에 화석 표본이 파괴되어 복원하는 데에 오랜 시간이 걸렸다. 이후 학자들에 의해 플라테프테리기우스라는 종으로 명명되었다.